# 성연초등학교 일광분교
성연초등학교 일광분교는 대한민국 충청남도 서산시 성연면 가재미길 38 (고남리)에 있었던 공립 초등학교이다.

## 학교 연혁
- 1960년 11월 1일 : 성연국민학교 일광분실 설립인가
- 1962년 5월 17일 : 성연국민학교 일광분교장 설립인가
- 1967년 3월 1일 : 일광국민학교 승격인가
- 1993년 3월 1일 : 성연국민학교 일광분교장으로 편입
- 1996년 3월 1일 : 성연초등학교 일광분교로 개칭
- 1999년 9월 1일 : 성연초등학교로 통폐합

## 교명 풀이
성연면의 상징인 성연지(고남저수지)부근에 위치 하고 있으며, 성연지의 푸르고 굳센 기상을 이어받고자 일광초등학교로 칭하였다.

## 설립 과정
1931년 7월 8일 성연면내 유일한 면 중심지 학교로 성연공립보통학교 4년제로 개교하여 지역의 모든 학생들이 10km 이상되는 거리를 통학하는 불편함과 부락 가구수가 면 소재지 다음으로 가장 큰 부락이 형성되어 성연면 고남리.일람리의 학구 주민과 지역 유지들의 노력으로 1967년 3월 1일 일광분교에서 일광국민학교로 승격 되어 개교하게 되었다.